# Phyllanthus standleyi
Phyllanthus standleyi là một loài thực vật có hoa trong họ Diệp hạ châu. Loài này được McVaugh miêu tả khoa học đầu tiên năm 1961.